# Mittelmeer-Günsel
Der Mittelmeer-Günsel oder Moschus-Günsel (Ajuga iva) ist eine Pflanzenart aus der Familie der Lippenblütler (Lamiaceae).

## Beschreibung
Der Mittelmeer-Günsel ist eine rasenbildende, ausdauernde Pflanze, deren Sprossachse 5 bis 20 cm hoch wird, meist stark verzweigt und am Grund verholzt. Die Pflanzen sind zottig oder zottig-wollig behaart. Die Laubblätter haben eine Länge von 14 bis 35 mm und eine Breite von 3 bis 6 (selten auch bis 8) mm. Sie sind linealisch bis linealisch-länglich und ganzrandig oder mit zwei bis sechs kurzen Lappen versehen.
Die Tragblätter ähneln den Laubblättern und ragen über die Blüten hinaus. Pro Knoten wachsen zwei bis vier Blüten. Diese besitzen einen 3,5 bis 4,5 mm langen Kelch, dessen Zähne genauso lang oder kürzer als die Kelchröhre sind. Die Krone ist 12 bis 20 mm lang, purpurn, rosa oder gelb gefärbt. Die Kronröhre steht über den Kelch hinaus, die Oberlippe ist nicht geteilt. Die Staubbeutel ragen über die Krone hinaus, die Staubfäden sind behaart.
Der Mittelmeer-Günsel blüht auf der Iberischen Halbinsel von April bis Oktober.
Er ist dekaploid mit einer Chromosomenzahl von 2n = 80 oder etwa 86.

## Systematik

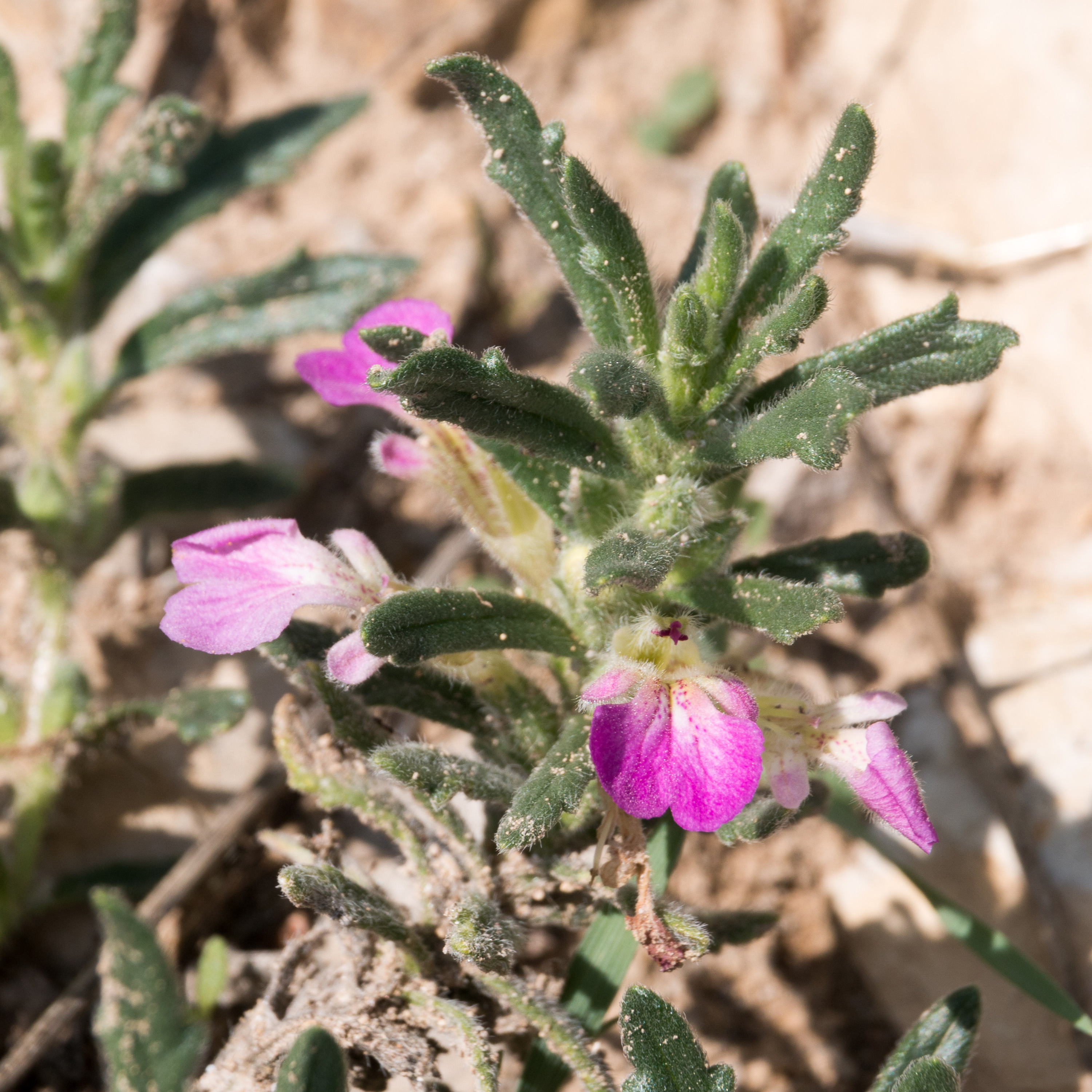
Ajuga iva var. iva

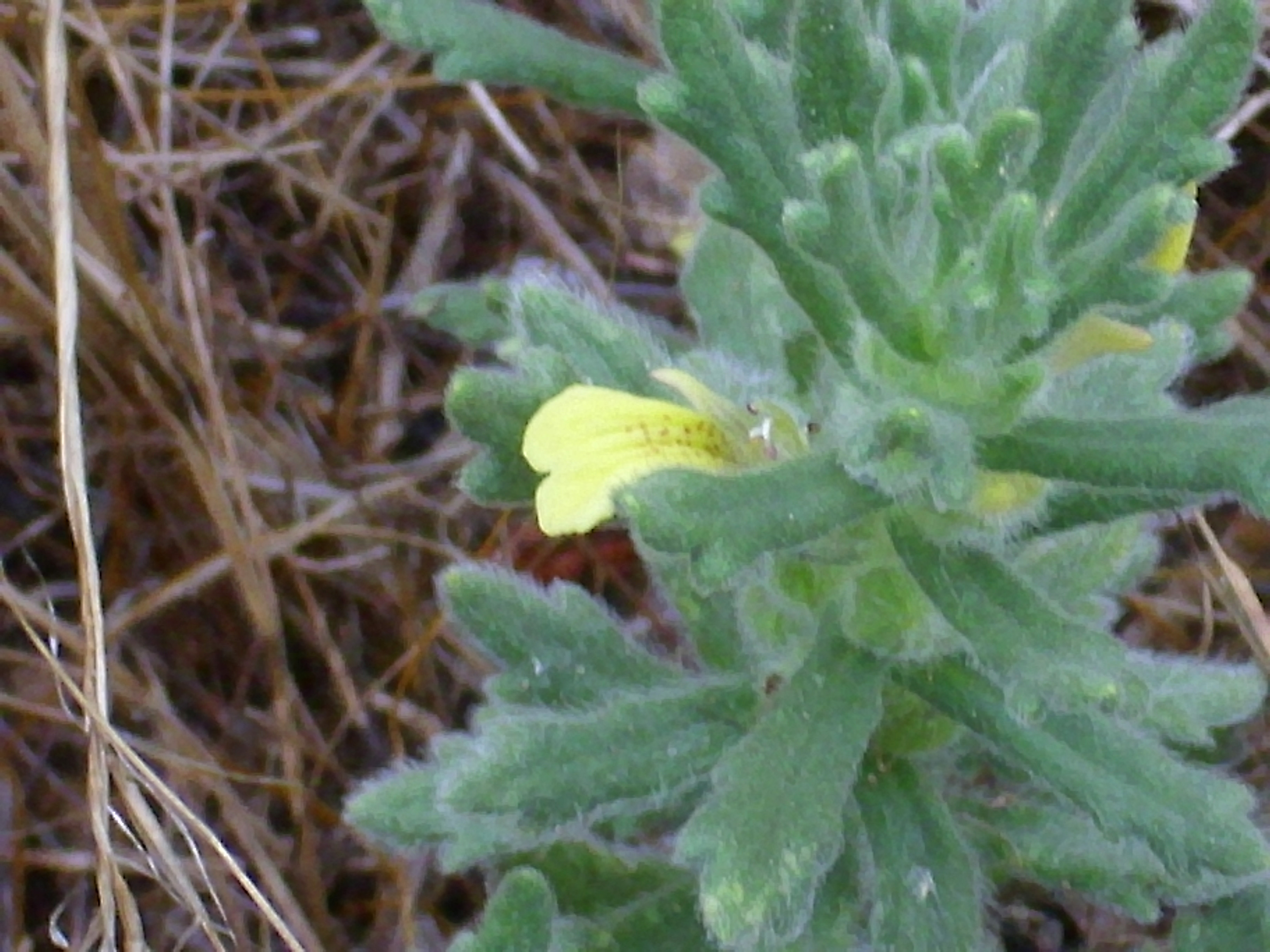
Ajuga iva var. pseudoiva

Der Mittelmeer-Günsel oder Bisamgamander (früher auch lateinisch Iva muscata und Iva moschata genannt und wie im Norden der Gelbe Günsel mit Camepitheos und dazu synonymen Pflanzennamen bezeichnet) wurde 1753 von Carl von Linné in Species Plantarum unter dem Basionym Teucrium iva L. erstveröffentlicht. Johann Christian Daniel von Schreber stellte ihn 1773 in die Gattung Ajuga.
Man unterscheidet beim Mittelmeer-Günsel zwei Varietäten:
- Ajuga iva (L.) Schreb. var. iva; diese Varietät hat rote oder rosa Blüten und eine lockere Behaarung.[1] Sie kommt fast im ganzen Mittelmeerraum vor.
- Ajuga iva var. pseudoiva (Labill. & Castagne ex DC.) Steud., Syn.: Ajuga pseudoiva DC., Ajuga iva subsp. pseudoiva (Labill. & Castagne ex DC.) Briq.; diese Varietät hat gelbe Blüten und eine dichtere Behaarung.[1] Sie kommt auf Makaronesien,[7] im westlichen Mittelmeergebiet und auf Zypern[8] vor.

## Vorkommen
Der Mittelmeer-Günsel ist in Makaronesien und im Mittelmeergebiet verbreitet.
Er kommt in Südwesteuropa in den floristischen Territorien Portugal, Spanien, Balearische Inseln, Frankreich, Korsika und Sardinien, in Südosteuropa in Italien, Sizilien, im ehemaligen Jugoslawien, Griechenland und Kreta, in Makaronesien auf den Kapverdischen Inseln Santo Antão, São Vicente, São Nicolau, Sal und Santiago, auf allen Kanarischen Inseln sowie auf der Insel Porto Santo im Madeira-Archipel, in Nordafrika in der West-Sahara, in Marokko, Algerien, Tunesien, Libyen und Ägypten und in Westasien auf den ostägäischen Inseln, Anatolien, Zypern, in der Region Palästina und auf der Sinai-Halbinsel vor. Verschleppte Vorkommen gibt es in Südaustralien.